# Nodaria formosana
Nodaria formosana là một loài bướm đêm trong họ Noctuidae.